# Le Vitrail diabolique
Le Vitrail diabolique er en fransk stumfilm fra 1911 af Georges Méliès.